# Frans De Mulder
Frans De Mulder (Kruishoutem, 14 de desembre de 1937 - Deinze, 5 de març de 2001) va ser un ciclista belga que fou professional entre 1958 i 1963. Era el germà petit de Marcel De Mulder.
El seu èxit més destacat fou la victòria final a la Volta a Espanya de 1960, en la qual també aconseguí el triomf en quatre etapes. Amb aquest triomf és el segon ciclista més jove en guanyar la Volta a Espanya, sols superat pel primer vencedor de la cursa, el també belga Gustaaf Deloor. Aquell mateix any guanyà el Campionat nacional en ruta.

## Palmarès
- 1957
  - Vencedor d'una etapa a la Volta a Bèlgica amateur
- 1958
  -  Campió de Bèlgica de la categoria independents
  - 1r a Kortrijk
  - Vencedor d'una etapa de la Volta a l'Oest de Flandes
  - Vencedor d'una etapa a la Volta a Limburg amateur
- 1959
  - 1r a Handzame
- 1960
  -  Campió de Bèlgica en ruta
  -  1r de la Volta a Espanya i vencedor de 4 etapes
  - 1r a Baasrode
  - 1r a Heusden O-Vlaanderen
  - 1r a Kruishoutem
  - 1r a Beernem
  - Vencedor d'una etapa a la Volta a Luxemburg
- 1961
  - 1r al Campionat de Flandes
  - 1r a Aniche
  - 1r a l'Anvers-Gant
  - 1r a Zulte
  - 1r al Gran Premi de la Basse-Sambre
  - 1r a Ingelmunster
- 1962
  - 1r a Mouscron
  - 1r a Knokke
  - 1r al Critèrium de Zingem
  - 1r a Jambes
  - Vencedor d'una etapa al Critèrium del Dauphiné Libéré
- 1963
  - 1r a la Nokere Koerse
  - Vencedor d'una etapa a la Volta a Bèlgica

### Resultats a la Volta a Espanya
- 1960. 1r de la classificació general. Vencedor de 4 etapes
- 1961. Abandona

### Resultats al Tour de França
- 1962. Abandona (14a etapa)